# (34740) 2001 QJ77
2001 QJ77 (asteroide 34740) é um asteroide da cintura principal. Possui uma excentricidade de 0.11271760 e uma inclinação de 3.32310º.
Este asteroide foi descoberto no dia 16 de agosto de 2001 por LINEAR em Socorro.